# John Røen
John Ingebrigtsen Røen, född 22 april 1903 i Rindal i Møre og Romsdal, död där 18 mars 1979, var en norsk längdåkare. Vid olympiska vinterspelen 1928 i Sankt Moritz bröt han femmilen.